# Едуард Блит
Едуард Блиит (на английски: Edward Blyth) е английски зоолог и фармацевт. Той първия човек, който описва изчезнали и все още съществуващи видове бозайници и влечуги, сред които най-известни са съответно Rucervus schomburgki и Леопардовия гекон.